# Bertincourt
Bertincourt és un municipi francès situat al departament del Pas de Calais i a la regió dels Alts de França. L'any 2007 tenia 932 habitants.

## Demografia

### Població
El 2007 la població de fet de Bertincourt era de 932 persones. Hi havia 352 famílies de les quals 80 eren unipersonals (28 homes vivint sols i 52 dones vivint soles), 124 parelles sense fills, 124 parelles amb fills i 24 famílies monoparentals amb fills.
La població ha evolucionat segons el següent gràfic:
Habitants censats

### Habitatges
El 2007 hi havia 397 habitatges, 362 eren l'habitatge principal de la família, 9 eren segones residències i 26 estaven desocupats. 377 eren cases i 20 eren apartaments. Dels 362 habitatges principals, 279 estaven ocupats pels seus propietaris, 71 estaven llogats i ocupats pels llogaters i 12 estaven cedits a títol gratuït; 1 tenia una cambra, 11 en tenien dues, 55 en tenien tres, 108 en tenien quatre i 187 en tenien cinc o més. 275 habitatges disposaven pel capbaix d'una plaça de pàrquing. A 181 habitatges hi havia un automòbil i a 142 n'hi havia dos o més.

### Piràmide de població
La piràmide de població per edats i sexe el 2009 era:
| Homes | Edats   | Dones |
| ----- | ------- | ----- |
| 0     | 95 o +  | 4     |
| 4     | 90 a 94 | 0     |
| 0     | 85 a 89 | 0     |
| 0     | 80 a 84 | 12    |
| 16    | 75 a 79 | 24    |
| 24    | 70 a 74 | 8     |
| 32    | 65 a 69 | 48    |
| 28    | 60 a 64 | 28    |
| 16    | 55 a 59 | 16    |
| 20    | 50 a 54 | 32    |
| 44    | 45 a 49 | 20    |
| 20    | 40 a 44 | 36    |
| 48    | 35 a 39 | 36    |
| 36    | 30 a 34 | 36    |
| 16    | 25 a 29 | 32    |
| 16    | 20 a 24 | 12    |
| 28    | 15 a 19 | 32    |
| 16    | 10 a 14 | 12    |
| 44    | 5 a 9   | 40    |
| 28    | 0 a 4   | 32    |

## Economia
El 2007 la població en edat de treballar era de 559 persones, 411 eren actives i 148 eren inactives. De les 411 persones actives 377 estaven ocupades (217 homes i 160 dones) i 34 estaven aturades (13 homes i 21 dones). De les 148 persones inactives 35 estaven jubilades, 54 estaven estudiant i 59 estaven classificades com a «altres inactius».

### Ingressos
El 2009 a Bertincourt hi havia 362 unitats fiscals que integraven 921,5 persones, la mediana anual d'ingressos fiscals per persona era de 15.717 €.

### Activitats econòmiques
Dels 28 establiments que hi havia el 2007, 1 era d'una empresa alimentària, 1 d'una empresa de fabricació d'altres productes industrials, 4 d'empreses de construcció, 6 d'empreses de comerç i reparació d'automòbils, 3 d'empreses de transport, 2 d'empreses d'hostatgeria i restauració, 2 d'empreses financeres, 1 d'una empresa immobiliària, 1 d'una empresa de serveis, 5 d'entitats de l'administració pública i 2 d'empreses classificades com a «altres activitats de serveis».
Dels 13 establiments de servei als particulars que hi havia el 2009, 1 era una gendarmeria, 1 oficina de correu, 1 una oficina bancària, 2 tallers de reparació d'automòbils i de material agrícola, 2 autoescoles, 1 paleta, 1 fusteria, 2 lampisteries i 2 perruqueries.
Dels 3 establiments comercials que hi havia el 2009, 1 era una botiga de menys de 120 m², 1 una fleca i 1 una botiga de material de revestiment de parets i terra.
L'any 2000 a Bertincourt hi havia 12 explotacions agrícoles.

## Equipaments sanitaris i escolars
El 2009 hi havia 1 farmàcia i 1 ambulància.
El 2009 hi havia una escola elemental. Bertincourt disposava d'un col·legi d'educació secundària amb 281 alumnes.

## Poblacions més properes
El següent diagrama mostra les poblacions més properes.